# Union Bridge
Union Bridge é uma cidade  localizada no estado americano de Maryland, no Condado de Carroll.

## Demografia
Segundo o censo americano de 2000, a sua população era de 989 habitantes.
Em 2006, foi estimada uma população de 1089, um aumento de 100 (10.1%).

## Geografia
De acordo com o United States Census Bureau tem uma área de
2,2 km², dos quais 2,2 km² cobertos por terra e 0,0 km² cobertos por água. Union Bridge localiza-se a aproximadamente 145 m acima do nível do mar.

## Localidades na vizinhança
O diagrama seguinte representa as localidades num raio de 20 km ao redor de Union Bridge.